# Alatina tetraptera
Alatina tetraptera is een tropische kubuskwal uit de familie Alatinidae. De kwal komt uit het geslacht Alatina. Alatina tetraptera werd in 1880 voor het eerst wetenschappelijk beschreven door Haeckel. 